# Бредулец
Бредулец (рум. Brăduleț) — село у повіті Арджеш в Румунії. Входить до складу комуни Бредулец.
Село розташоване на відстані 139 км на північний захід від Бухареста, 47 км на північ від Пітешть, 130 км на північний схід від Крайови, 76 км на південний захід від Брашова.

## Населення
За даними перепису населення 2002 року у селі проживали 462 особи, усі — румуни. Усі жителі села рідною мовою назвали румунську.